# Noc wigilijna (film 2001)
Noc wigilijna (ang.  'Twas the Night) – amerykański film należący do kategorii Disney Channel Original Movies. Premiera filmu w Polsce pod tytułem „Lewy Mikołaj” odbyła się 20 grudnia 2014 na kanale Disney Channel.

## Fabuła
Jeden 14-letni, psotny chłopiec i jego nieodpowiedzialny wujek prawie niszczą święta Bożego Narodzenia, gdy kradną sanie św. Mikołaja, aby się nimi przejechać.

## Obsada
- Josh Zuckerman – Danny Wrigley
- Brenda Grate – Kaitlin Wrigley
- Bryan Cranston – Nick Wrigley
- Jefferson Mappin – Mikołaj
- Rhys Williams – Peter Wrigley
- Barclay Hope – John Wrigley
- Torri Higginson – Abby Wrigley

## Wersja polska
Wersja polska: SDI Media Polska

Reżyseria: Marek Robaczewski

Tekst polski: Piotr Radziwiłowicz

W wersji polskiej udział wzięli:
- Tomasz Borkowski – Nick Wrigley
- Mateusz Narloch – Danny Wrigley
- Jakub Szydłowski – Mikołaj
- Natalia Jankiewicz – Kaitlin Wrigley
- Mateusz Ceran – Peter Wrigley
- Paweł Ciołkosz – John Wrigley
- Otar Saralidze – Harry
- Agnieszka Fajlhauer – Abby Wrigley
- Krzysztof Szczepaniak – Bill
- Sebastian Machalski
- Michał Podsiadło – Pablo
- Mateusz Weber
- Cezary Kwieciński – Eliot
- Kamil Kula
- Jacek Król
- Karol Osentowski
- Marta Dobecka
- Marta Dylewska
- Julia Kołakowska
- Agata Paszkowska
- Ewa Prus
- Monika Węgiel-Jarocińska

i inni
Lektor: Artur Kaczmarski